# Nashville Songwriters Hall of Fame
La Nashville Songwriters Hall of Fame è una hall of fame musicale creata nel 1970 dalla Nashville Songwriters Foundation, Inc. avente sede a Nashville (Tennessee, Stati Uniti). L'obiettivo dell'organizzazione è quello di onorare i cantautori che hanno associato la loro carriera alla città di Nashville.

## Artisti
Elenco degli artisti in base all'anno di inserimento nella Hall of Fame.

### Anni 1970
1970
- Gene Autry
- Johnny Bond
- Albert E. Brumley
- A.P. Carter
- Ted Daffan
- Vernon Dalhart
- Rex Griffin
- Stuart Hamblen
- Pee Wee King
- Vic McAlpin
- Bob Miller
- Leon Payne
- Jimmie Rodgers
- Fred Rose
- Redd Stewart
- Floyd Tillman
- Merle Travis
- Ernest Tubb
- Cindy Walker
- Hank Williams
- Bob Wills

1971
- Smiley Burnette
- Jenny Lou Carson
- Wilf Carter
- Zeke Clements
- Jimmie Davis
- Alton & Rabon Delmore
- Al Dexter
- Vaughn Horton
- Bradley Kincaid
- Bill Monroe
- Bob Nolan
- Tex Owens
- Tex Ritter
- Carson J. Robison
- Gene Sullivan
- Tim Spencer
- Jimmy Wakely
- Wiley Walker
- Scotty Wiseman

1972
- Felice and Boudleaux Bryant
- Lefty Frizzell
- Jack Rhodes
- Don Robertson

1973
- Jack Clement
- Don Gibson
- Harlan Howard
- Roger Miller
- Ed Nelson Jr.
- Steve Nelson
- Willie Nelson

1974
- Hank Cochran

1975
- Bill Anderson
- Danny Dill
- Eddie Miller
- Marty Robbins
- Wayne Walker
- Marijohn Wilkin

1976
- Carl Belew
- Dallas Frazier
- John D. Loudermilk
- Moon Mullican
- Curly Putman
- Mel Tillis

1977
- Johnny Cash
- Woody Guthrie
- Merle Haggard
- Kris Kristofferson

1978
- Joe Allison
- Tom T. Hall
- Hank Snow
- Don Wayne

1979
- Rev. Thomas A. Dorsey
- Charles Louvin
- Ira Louvin
- Elsie McWilliams
- Joe South

### Anni 1980
1980
- Huddie "Leadbelly" Ledbetter
- Mickey Newbury
- Ben Peters
- Ray Stevens

1981
- Bobby Braddock
- Ray Whitley

1982
- Chuck Berry
- William J. "Billy" Hill
- Loretta Lynn

1983
- W.C. Handy
- Beasley Smith

1984
- Hal David
- Billy Sherrill

1985
- Bob McDill
- Carl Perkins

1986
- Otis Blackwell
- Dolly Parton

1987
- Roy Orbison
- Sonny Throckmorton

1988
- Hoagy Carmichael
- Troy Seals

1989
- Rory Michael Bourke
- Maggie Cavender
- Sanger D. "Whitey" Shafer

### Anni 1990
1990
- Sue Brewer
- Ted Harris
- Jimmy Webb

1991
- Charlie Black
- Sonny Curtis

1992
- Max D. Barnes
- Wayland Holyfield

1993
- Red Lane
- Don Schlitz
- Conway Twitty

1994
- Jerry Foster (come Foster & Rice)
- Buddy Holly
- Richard Leigh
- Bill Rice (come Foster & Rice)
- Bobby Russell

1995
- Waylon Jennings
- Dickey Lee
- Dave Loggins

1996
- Jerry Chesnut
- Kenny O'Dell
- Buck Owens
- Norro Wilson

1997
- Wayne Carson
- Roger Cook
- Hank Thompson

1998
- Merle Kilgore
- Eddie Rabbitt
- Kent Robbins

1999
- Tommy Collins
- Wayne Kemp
- A.L. "Doodle" Owens
- Glenn Sutton

### Anni 2000
2000
- Mac Davis
- Randy Goodrum
- Allen Reynolds
- Billy Edd Wheeler

2001
- Don Everly
- Phil Everly
- Dennis Linde
- Johnny Russell

2002
- Dean Dillon
- Bob Dylan
- Shel Silverstein

2003
- Hal Blair
- Rodney Crowell
- Paul Overstreet
- John Prine

2004
- Guy Clark
- Freddie Hart
- Dennis Morgan
- Billy Joe Shaver

2005
- Gary Burr
- Vince Gill
- Roger Murrah
- Jerry Reed
- Mike Reid

2006
- Jimmy Buffett
- Hugh Prestwood
- Jim Weatherly

2007
- Bob DiPiero
- Mac McAnally
- Flatt & Scruggs
- Dottie Rambo
- Hank Williams Jr.

2008
- Matraca Berg
- John Hiatt
- Tom Shapiro

2009
- Kye Fleming
- Mark D. Sanders
- Tammy Wynette

### Anni 2010
2010
- Pat Alger
- Steve Cropper
- Paul Davis
- Stephen Foster

2011
- John Bettis
- Garth Brooks
- Alan Jackson
- Thom Schuyler
- Allen Shamblin

2012
- Tony Arata
- Mary Chapin Carpenter
- Larry Henley
- Kim Williams

2013
- Will Jennings
- Layng Martine Jr.
- Randy Owen
- Jeffrey Steele

2014
- John Anderson
- Paul Craft
- Tom Douglas
- Gretchen Peters